# Rckaela Aquino
Rckaela Maree Ramos Aquino, född 4 juli 1999 i Tamuning, är en guamansk brottare. Hennes syster Mia Aquino är också brottare.

## Karriär
Vid olympiska sommarspelen 2020 i Tokyo, som arrangerades 2021, blev Aquino utslagen i åttondelsfinalen i 53 kg-klassen av mongoliska Bat-Ochiryn Bolortuyaa.  Vid olympiska sommarspelen 2024 i Paris blev hon utslagen i åttondelsfinalen i 57 kg-klassen av brasilianska Giullia Penalber.
Aquino har tagit guld vid mikronesiska spelen 2018 i Yap samt fyra guld (2018–2019 och 2023–2024) och ett silver (2017) vid oceaniska mästerskapen.